# George Terwilliger
George Terwilliger, nato George Walter Terwilliger  (New York, 27 febbraio 1882 – Hialeah, 12 settembre 1970), è stato un regista e sceneggiatore statunitense.
Si firmava anche con il nome George W. Terwilliger.

## Biografia
Nella sua carriera diresse un'ottantina di pellicole. Iniziò a lavorare nel cinema nel 1910, quando un suo racconto, Cure for a Toothache, fu usato come soggetto del film A Lucky Toothache, un cortometraggio della Biograph interpretato da Mary Pickford e sceneggiato da Mack Sennett.

## Filmografia
La filmografia - basata su IMDb - è completa.

### Regista
- The Burglar's Reformation – cortometraggio (1912)
- A Thief in the Night – cortometraggio (1913)
- In the Toils – cortometraggio (1913)
- The Hazard of Youth – cortometraggio (1913)
- The Daughters of Men (1914)
- The Gamblers (1914)
- When Conscience Calls – cortometraggio (1914)
- The Changeling – cortometraggio (1914)
- Three Men and a Woman – cortometraggio (1914)
- By Whose Hand – cortometraggio (1914)
- The Making of Him – cortometraggio (1914)
- The Shanghaied Baby – cortometraggio (1915)
- The Regenerating Love – cortometraggio (1915)
- The Rainy Day – cortometraggio (1915)
- The Human Investment – cortometraggio (1915)
- The Hermit of Bird Island – cortometraggio (1915)
- The Thief in the Night – cortometraggio (1915)
- The Cipher Key – cortometraggio (1915)
- A Romance of the Navy – cortometraggio (1915)
- Such Things Really Happen – cortometraggio (1915)
- Just Retribution – cortometraggio (1915)
- The Insurrection – cortometraggio (1915)
- Destiny's Skein – cortometraggio (1915)
- The Ringtailed Rhinoceros (1915)
- The Second Shot
- The Phantom Happiness – cortometraggio (1915)
- A Heart Awakened – cortometraggio (1915)
- The Last Rebel – cortometraggio (1915)
- The Telegrapher's Peril – cortometraggio (1915)
- The Man of God – cortometraggio (1915)
- The Urchin – cortometraggio (1915)
- The Nation's Peril – cortometraggio (1915)
- The City of Failing Light (1916)
- The Last Shot – cortometraggio (1916)
- The Greater Wrong – cortometraggio (1916)
- Expiation – cortometraggio (1916)
- Race Suicide, co-regia di Raymond L. Ditmars (1916)
- The Lash of Destiny (1916)
- The Jade Necklace (1916)
- Perils of Our Girl Reporters (1916)
- The Black Door
- Ace High (1917)
- The White Trail (1917)
- Many a Slip (1917)
- Her Good Name (1917)
- A Long Lane
- The Smite of Conscience (1917)
- Birds of Prey (1917)
- Misjudged – cortometraggio (1917)
- Taking Chances
- The Meeting (1917)
- Outwitted (1917)
- The Schemers (1917)
- The Counterfeiters (1917)
- Kidnapped (1917)
- Fighting Mad (1919)
- Winning His Life (1919)
- Tom's Little Star (1919)
- An Honorable Cad
- The Price Woman Pays (1919)
- The Mite of Love
- The Mad Woman
- The Inner Ring
- Romeo's Dad
- The Madonna of the Slums (1919)
- A Star Over Night
- His Woman
- She's Everywhere
- Slaves of Pride (1920)
- The Sporting Duchess (1920)
- Dollars and the Woman (1920)
- The Fatal Hour (1920)
- The Misleading Lady, co-regia di George Irving (1920)
- Little Italy (1921)
- Bride's Play (1922)
- What Fools Men Are (1922)
- Wife in Name Only
- Daughters Who Pay
- Married? (1926)
- The Highbinders  (1926)
- The Big Show (1926)
- Ouanga (1936)

### Sceneggiatore
- A Lucky Toothache, regia di Frank Powell - storia (1910)
- When a Man Loves, regia di D.W. Griffith (1911)
- The Beautiful Voice, regia di Mack Sennett (1911)
- The Courting of Mary, regia di James Kirkwood e George Loane Tucker (1911)
- Little Red Riding Hood, regia di James Kirkwood e George Loane Tucker (1911)
- The Burglar's Reformation, regia di George Terwilliger – cortometraggio (1912)
- His Love of Children, regia di James Kirkwood (1912)
- The District Attorney's Conscience, regia di James Kirkwood – cortometraggio (1912)
- Jinx's Birthday Party, regia di Dell Henderson (1912)
- The Best Man Wins, regia di Dell Henderson (1913)
- Keeping Up Appearances, regia di Joseph W. Smiley (1913)
- When John Brought Home His Wife, regia di Arthur V. Johnson (1913)
- A Prisoner of Cabanas, regia di Colin Campbell – cortometraggio (1913)
- The Pawned Bracelet, regia di Arthur V. Johnson (1913)
- The Angel of the Slums, regia di Lloyd B. Carleton (1913)
- A Thief in the Night, regia di George Terwilliger (1913)
- The Burning Rivet, regia di Barry O'Neil (1913)
- In the Toils, regia di George Terwilliger (1913)
- The Clod, regia di Romaine Fielding (1913)
- The Love of Beauty (1913)
- Poker Paid, regia di Joseph W. Smiley (1913)
- The Man of Him, regia di Edgar Jones (1913)
- Partners in Crime, regia di Harry Myers (1913)
- The Cry of the Blood (1913)
- The Hazard of Youth, regia di George Terwilliger (1913)
- His Best Friend, regia di Barry O'Neil (1913)
- A Son of His Father, regia di Joseph W. Smiley (1913)
- Between Dances, regia di Joseph W. Smiley (1913)
- The Parasite, regia di Arthur V. Johnson (1913)
- Between Two Fires, regia di Edgar Jones - sceneggiatore (1914)
- The Inscription, regia di Edgar Jones - storia (1914)
- A Servant of the Rich, regia di John Ince - storia (1914)
- Fitzhugh's Ride, regia di Edgar Jones - storia (1914)
- A Desperate Chance, regia di Joseph Smiley (1914)
- The Weaker Brother, regia di Edgar Jones
- A Man's Faith – cortometraggio (1914)
- When Conscience Calls, regia di George Terwilliger (1914)
- Love's Long Lane, regia di Edgar Jones (1914)
- A Country Girl, regia di Edgar Jones - storia (1914)
- The Lie, regia di Edgar Jones - storia (1914)
- Three Men and a Woman, regia di George Terwilliger (1914)
- By Whose Hand, regia di George Terwilliger (1914)
- Down the Hill to Creditville, regia di Donald Crisp (1914)
- The Investment, regia di Lloyd B. Carleton (1914)
- The Making of Him, regia di George Terwilliger (1914)
- A Believer in Dreams, regia di Joseph W. Smiley (1914)
- The Man from the Sea, regia di John Ince – cortometraggio (1914)
- The Intriguers, regia di Joseph W. Smiley (1914)
- Feel My Muscle (1915)
- The Shanghaied Baby, regia di George W. Terwilliger - scenario (1915)
- The Regenerating Love, regia di George W. Terwilliger (1915)
- His Soul Mate, regia di Joseph Kaufman - soggetto (1915)
- The Human Investment, regia di George Terwilliger - storia (1915)
- The Thief in the Night, regia di George Terwilliger - storia (1915)
- The Cipher Key, regia di George Terwilliger - scenario (1915)
- A Romance of the Navy, regia di George Terwilliger - scenario (1915)
- Just Retribution, regia di George Terwilliger (1915)
- The Cornet, regia di Arthur V. Johnson - scenario (1915)
- The Insurrection, regia di George Terwilliger - scenario (1915)
- Destiny's Skein, regia di George Terwilliger - scenario (1915)
- The Second Shot
- In Spite of Him, regia di Joseph Kaufman (1915)
- The Last Rebel, regia di George Terwilliger - scenario (1915)
- The Telegrapher's Peril, regia di George W. Terwilliger - scenario (1915)
- The Man of God, regia di George Terwilliger - scenario (1915)
- The Urchin, regia di George Terwilliger (1915)
- The Nation's Peril, regia di George Terwilliger (1915)
- Race Suicide, regia di George Terwilliger e Raymond L. Ditmars - scenario (1916)
- The Last Shot, regia di George Terwilliger - scenario (1916)
- The Greater Wrong (1916)
- The Lash of Destiny, regia di George Terwilliger (1916)
- After the Fog, regia di Leander De Cordova (1929)
- Ouanga, regia di George Terwilliger - storia e sceneggiatura (1936)
- The Devil's Daughter, regia di Arthur H. Leonard - storia (1939)

### Attore
- Such Things Really Happen, regia di George Terwilliger (1915)

### Produttore
- Ouanga, regia di George Terwilliger  (1936)